# 九里站 (京畿道)
九里站（：／ Guri yeok */?）是首都圈電鐵8號線與京義·中央線沿線交會的一座轉乘車站，位於韓國京畿道九里市仁昌洞。

## 車站結構

### 8號線月台
站體為2面2線側式月台的地下車站，候車月台設有月台幕門。

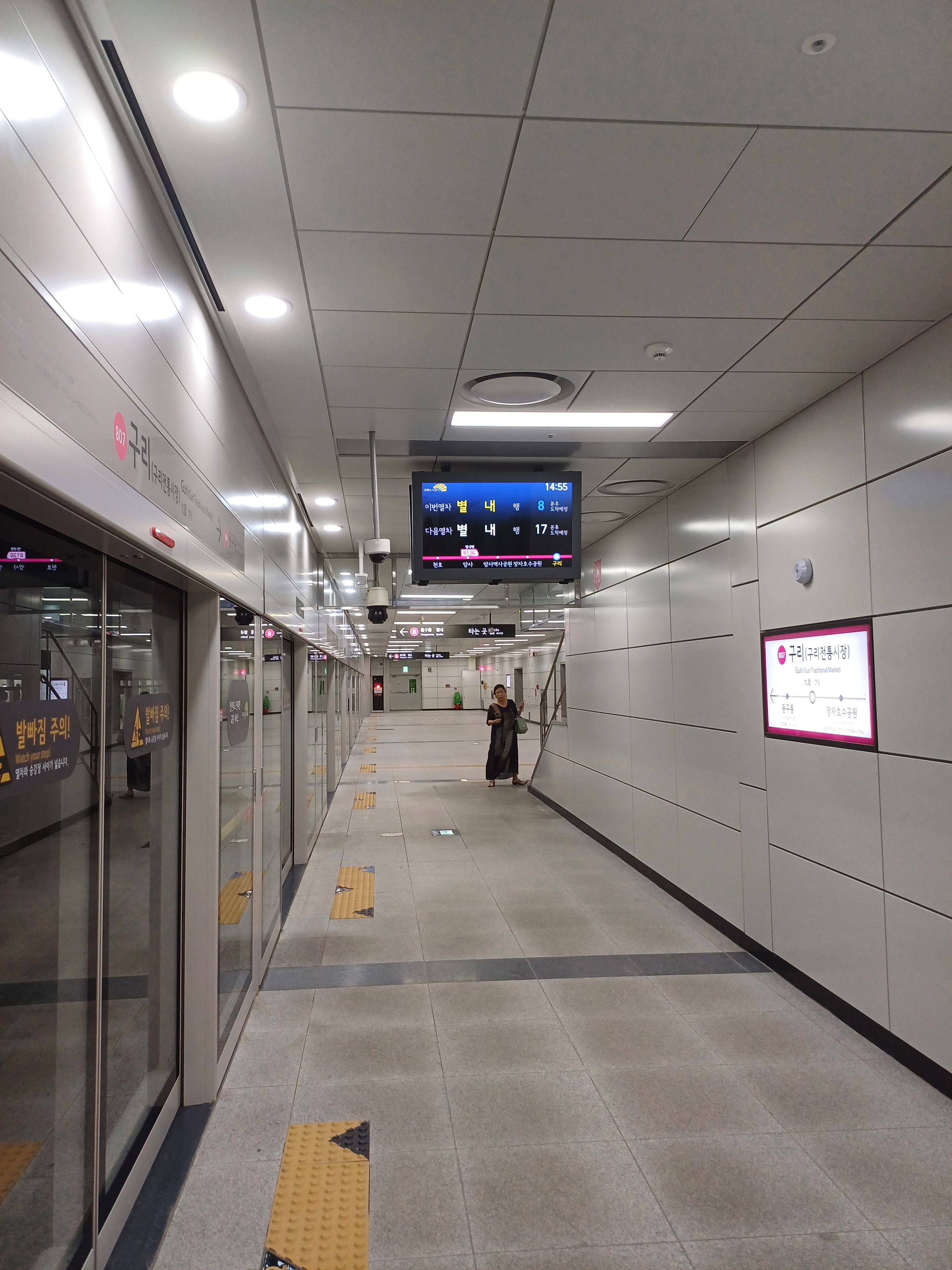
8號線候車月台

| 東九陵 ↑       |
| \| 上          |
| ↓ 長者湖水公園 |

| 月台 | 路線           | 目的地                                     |
| ---- | -------------- | ------------------------------------------ |
| 上行 | ●首爾地鐵8號線 | 東九陵、茶山、别內方向                     |
| 下行 | ●首爾地鐵8號線 | 千戶、蠶室、石村、可樂市場、福井、牡丹方向 |

### 京義·中央線月台
站體為2面4線側式月台的高架車站，中間兩軌為通過線，候車月台設有月台幕門。

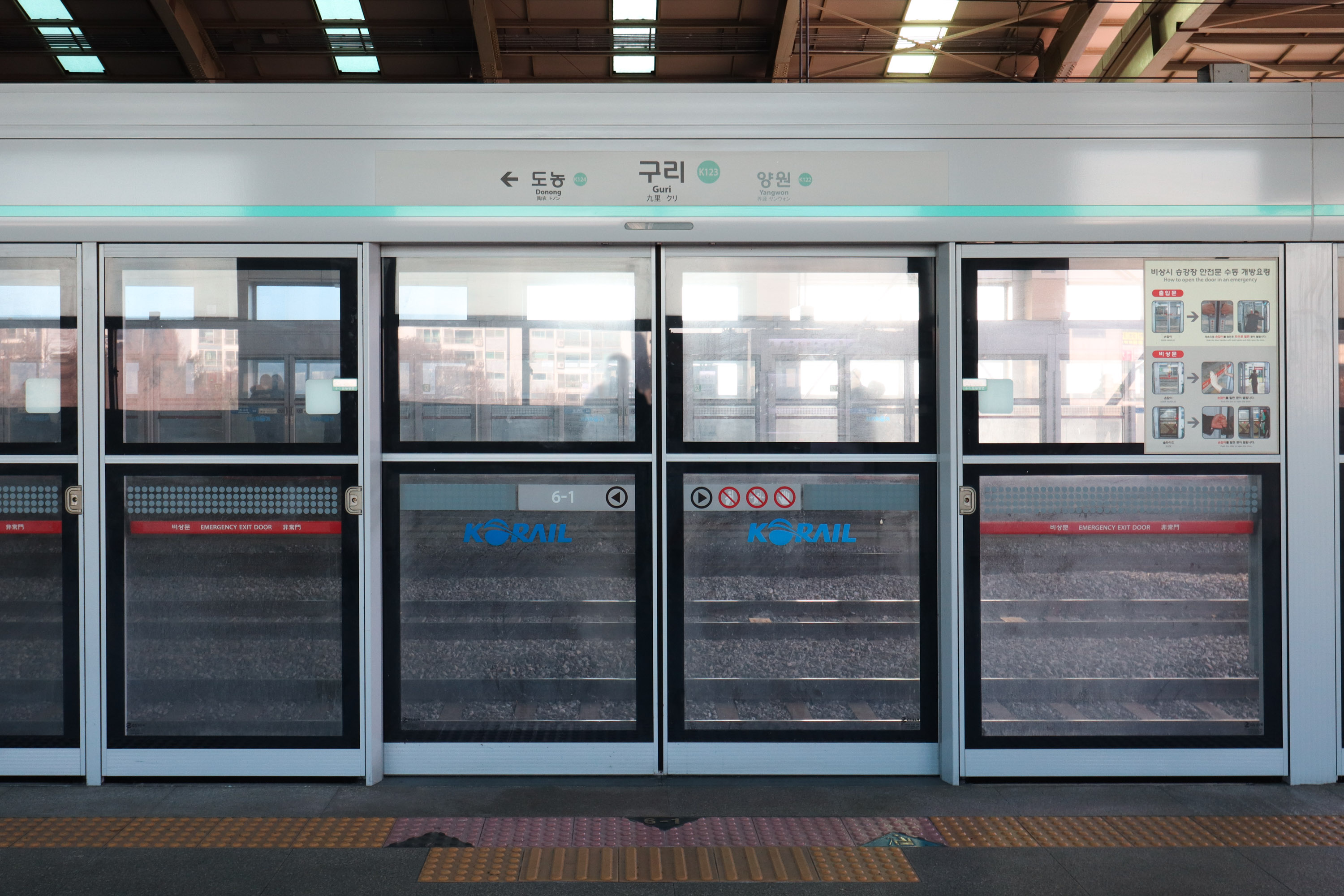
中央線候車月台

| ↑ 養源 |
| \| １  |
| 陶農 ↓ |

| 月台 | 路線                   | 目的地               |
| ---- | ---------------------- | -------------------- |
| 1    | ●首都圈電鐵京義·中央線 | 德沼、菊秀、龍門方向 |
| 2    | ●首都圈電鐵京義·中央線 | 回基、龍山、文山方向 |

## 歷史
- 2005年12月16日：落成啟用。
- 2024年8月10日：8號線站體開通。

## 車站周邊
- 九里城際客運站
- 九里市場
- 九里郵局
- 九里登記所
- 九里衛生所
- 仁倉高校
- 漢陽大學附設九里醫院
- 石橋牛小腸街
- 樂天百貨九里店

## 圖片

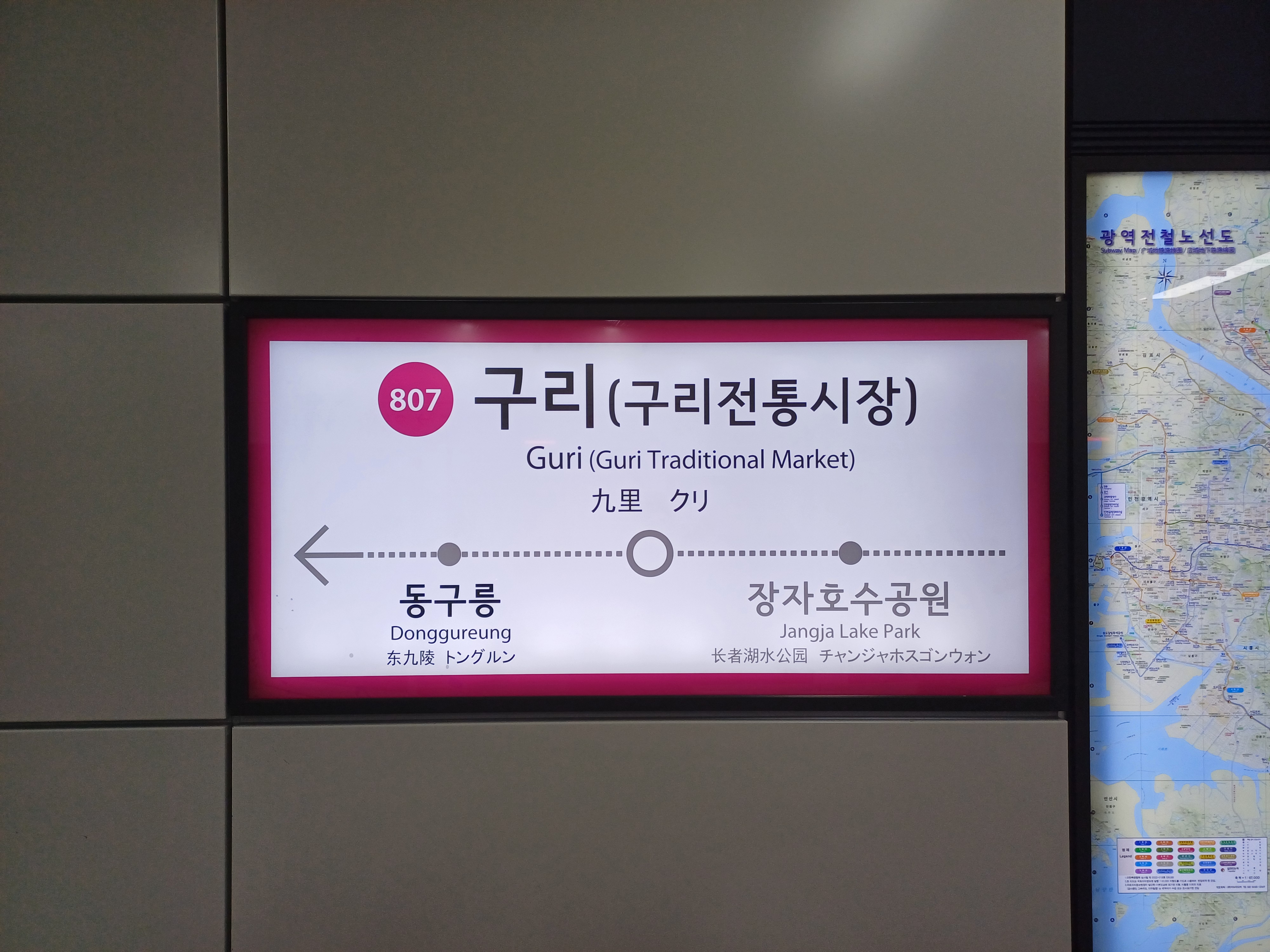
8號線站名牌
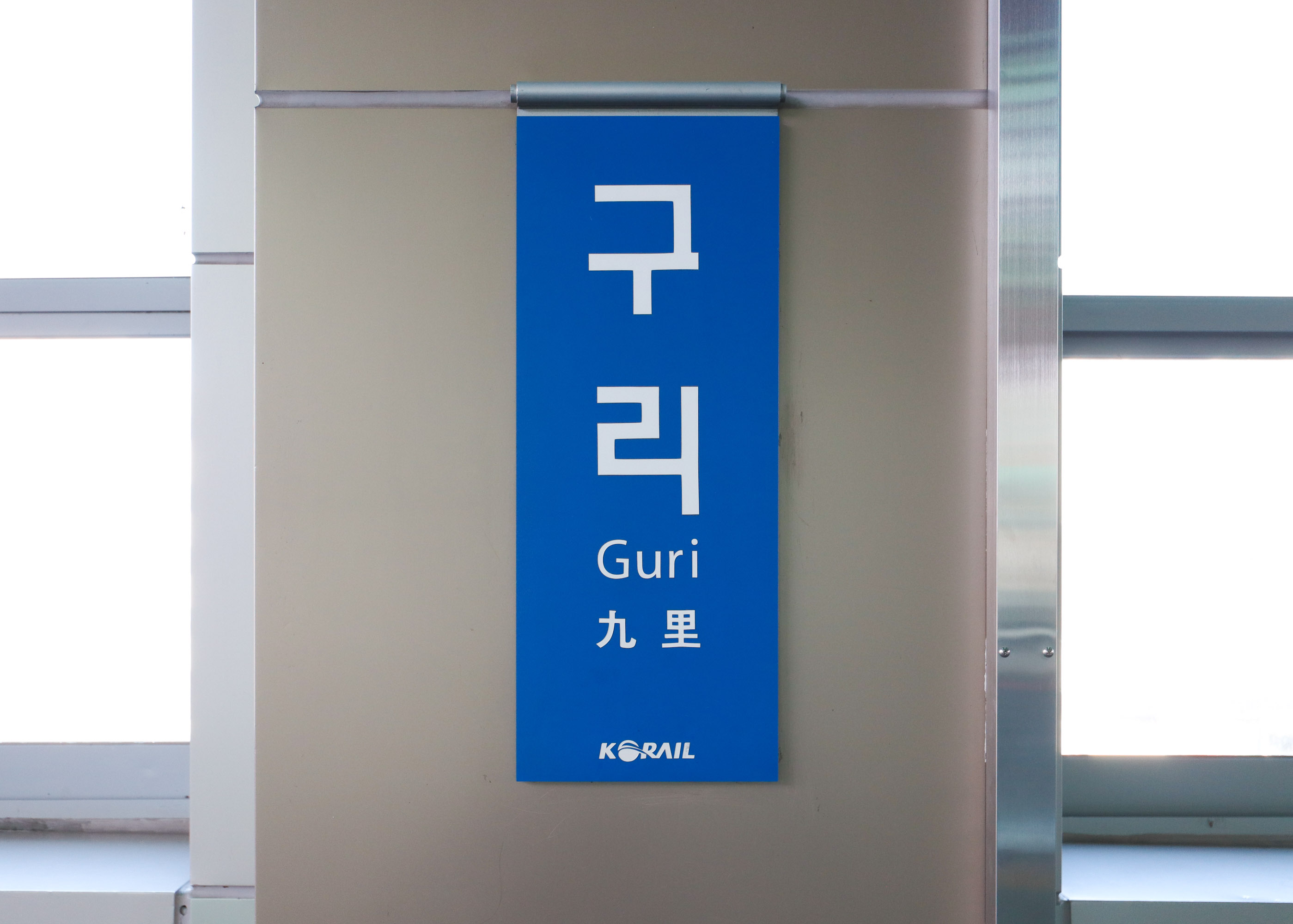
京義·中央線站名牌
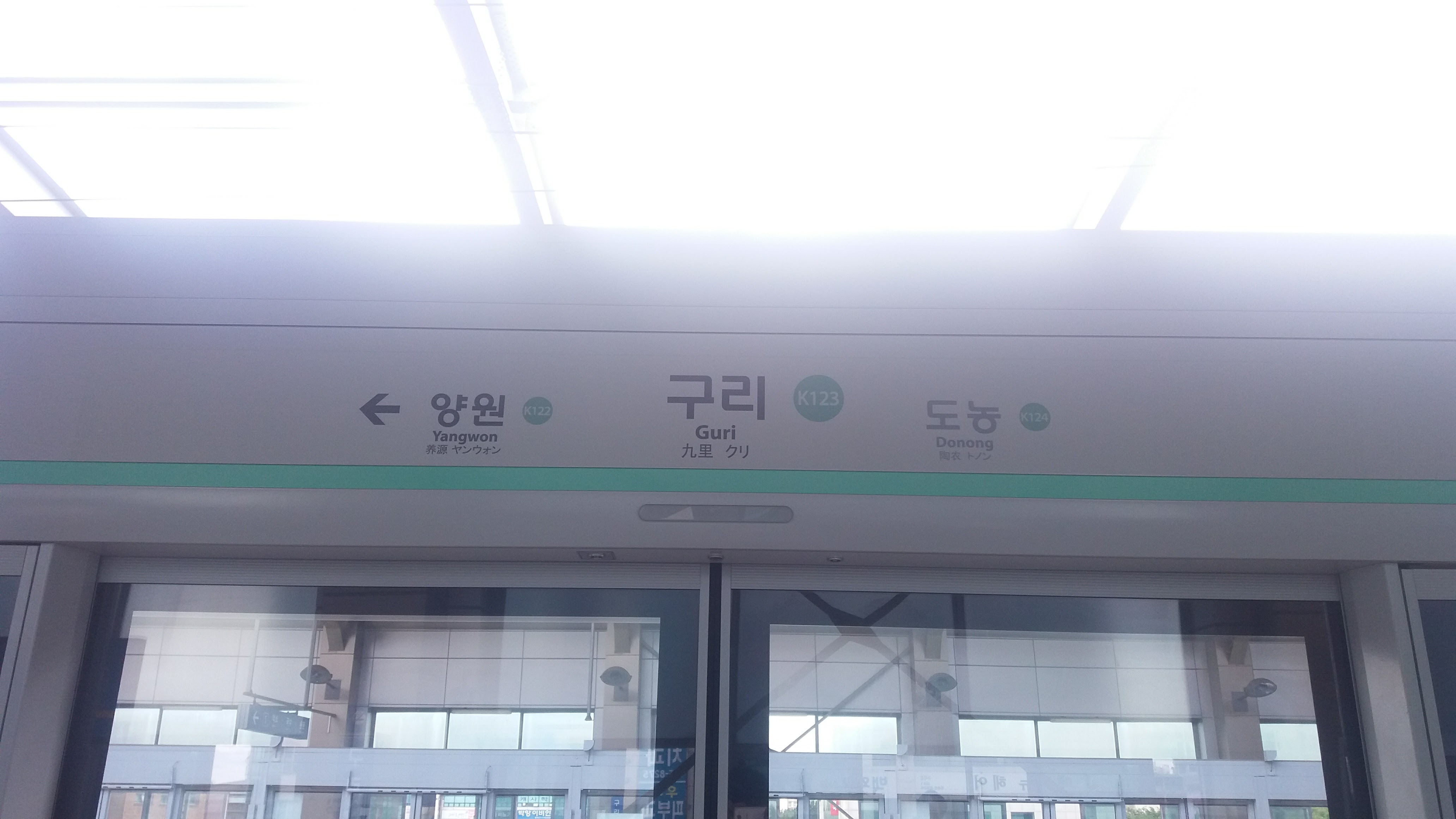
京義·中央線月台門資訊板
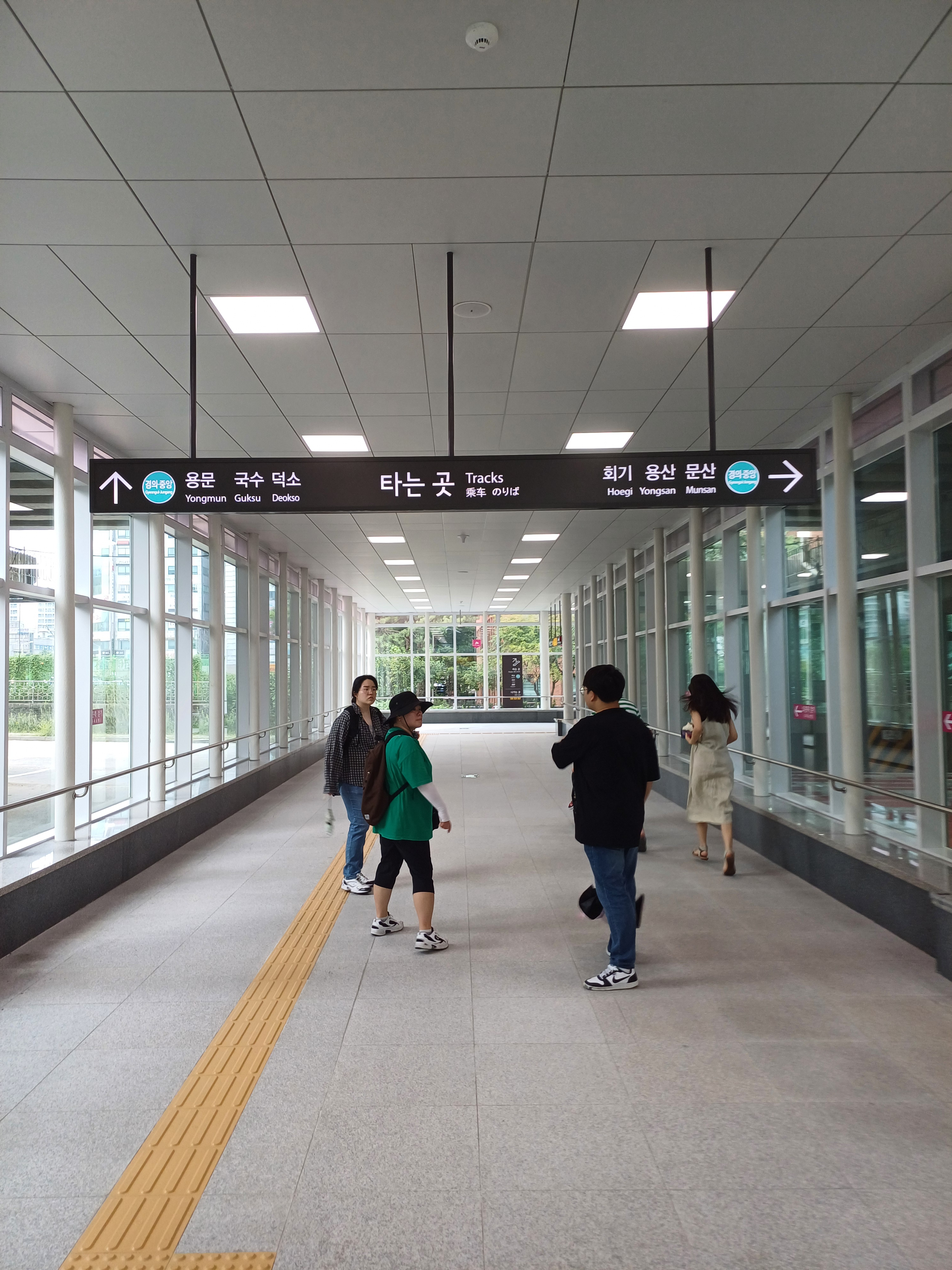
中央線通道
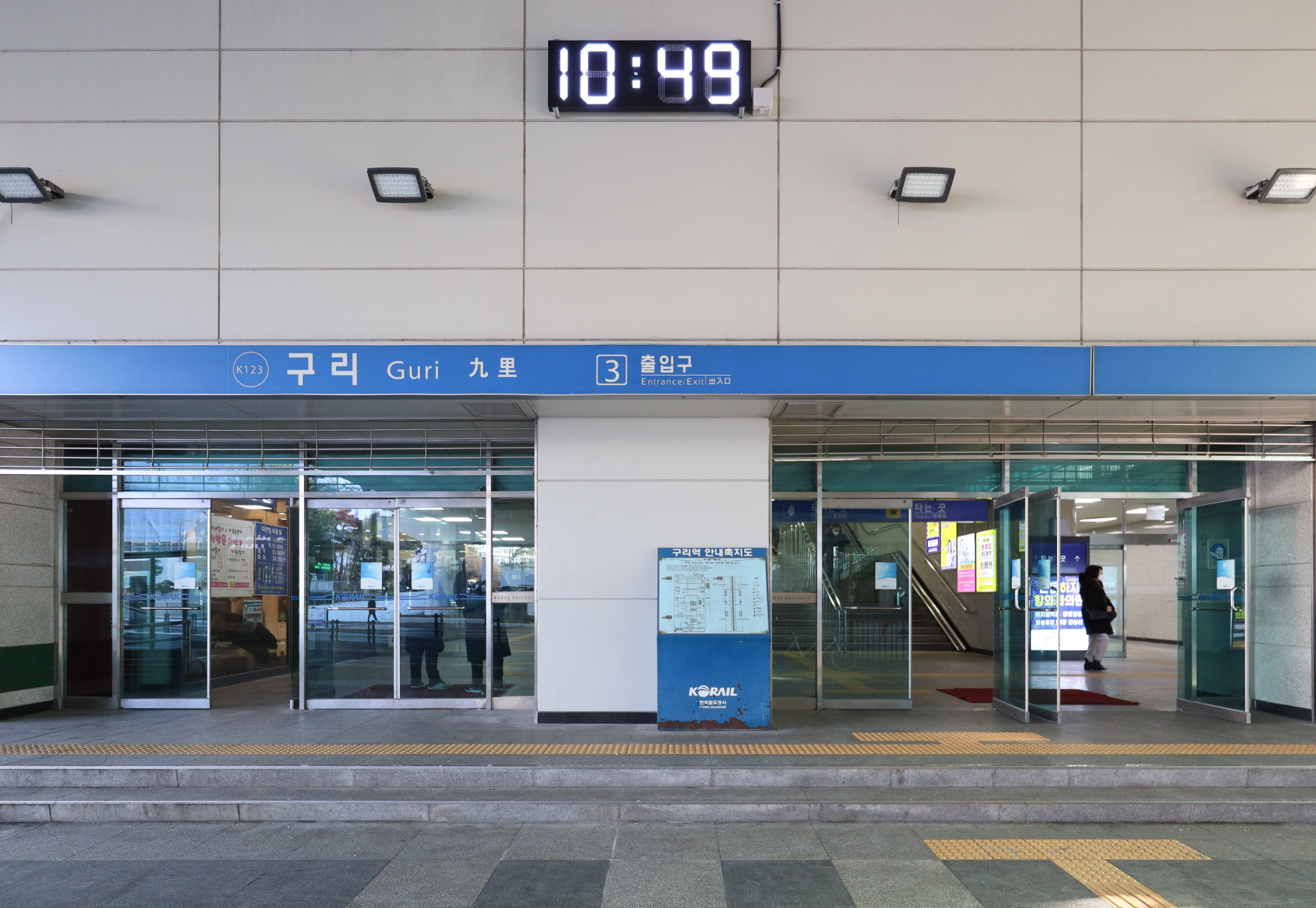
3號出口

## 相鄰車站
首爾交通公社
●首爾地鐵8號線
東九陵（806）－九里（807）－長者湖水公園（808）
韓國鐵道公社
●首都圈電鐵京義·中央線
中央線急行
上鳳（K120）－九里（K123）－陶農（K124）
中央線緩行
養源（K122）－九里（K123）－陶農（K124）